# Аркамани I
Аркамани I (Аркаманико; III век до н. э.) — царь Куша (Нубия) приблизительно в 270—260 годах до н. э. Предшествовавшим ему правителем Куша, известным из исторических источников, был Сабракамани, следующим — Аманисло.